# Vel (přítok Vagy)
Vel (rusky Вель) je řeka na jihu Archangelské oblasti v Rusku. Je 223 km dlouhá. Povodí má rozlohu 5390 km².

## Průběh toku
Na horním toku teče v málo výrazné dolině, níže pak v široké dolině, kde silně meandruje. Na dolním toku se pak údolí zužuje. Ústí zleva do Vagy (povodí Severní Dviny).

### Přítoky
Největším přítokem je Podjuga zleva.

## Vodní režim
Průměrný průtok vody u vesnice Balamutovskaja činí 47,7 m³/s.

## Využití
Řeka je splavná pro vodáky. U ústí se nachází město Velsk.